# Municipio de Cawker
El municipio de Cawker (en inglés: Cawker Township) es un municipio ubicado en el condado de Mitchell en el estado estadounidense de Kansas. En el año 2010 tenía una población de 522 habitantes y una densidad poblacional de 5,65 personas por km².

## Geografía
El municipio de Cawker se encuentra ubicado en las coordenadas 39°31′20″N 98°25′41″O / 39.52222, -98.42806. Según la Oficina del Censo de los Estados Unidos, el municipio tiene una superficie total de 92.38 km², de la cual 75,68 km² corresponden a tierra firme y (18,08 %) 16,7 km² es agua.

## Demografía
Según el censo de 2010, había 522 personas residiendo en el municipio de Cawker. La densidad de población era de 5,65 hab./km². De los 522 habitantes, el municipio de Cawker estaba compuesto por el 97,32 % blancos, el 0,19 % eran afroamericanos, el 0,19 % eran asiáticos, el 0,77 % eran de otras razas y el 1,53 % eran de una mezcla de razas. Del total de la población el 1,92 % eran hispanos o latinos de cualquier raza.